# Jarosław Dąbrowski
Jarosław Dąbrowski herbu Radwan, przydomek „Żądło”, pseudonim „Łokietek” (ur. 1 listopada?/13 listopada 1836 w Żytomierzu, zm. 23 maja 1871 w Paryżu) – polski działacz niepodległościowy, sztabskapitan Armii Imperium Rosyjskiego, od 1862 członek Komitetu Miejskiego i następnie Komitetu Centralnego Narodowego, generał i naczelny dowódca wojsk Komuny Paryskiej (1871).

## Życiorys

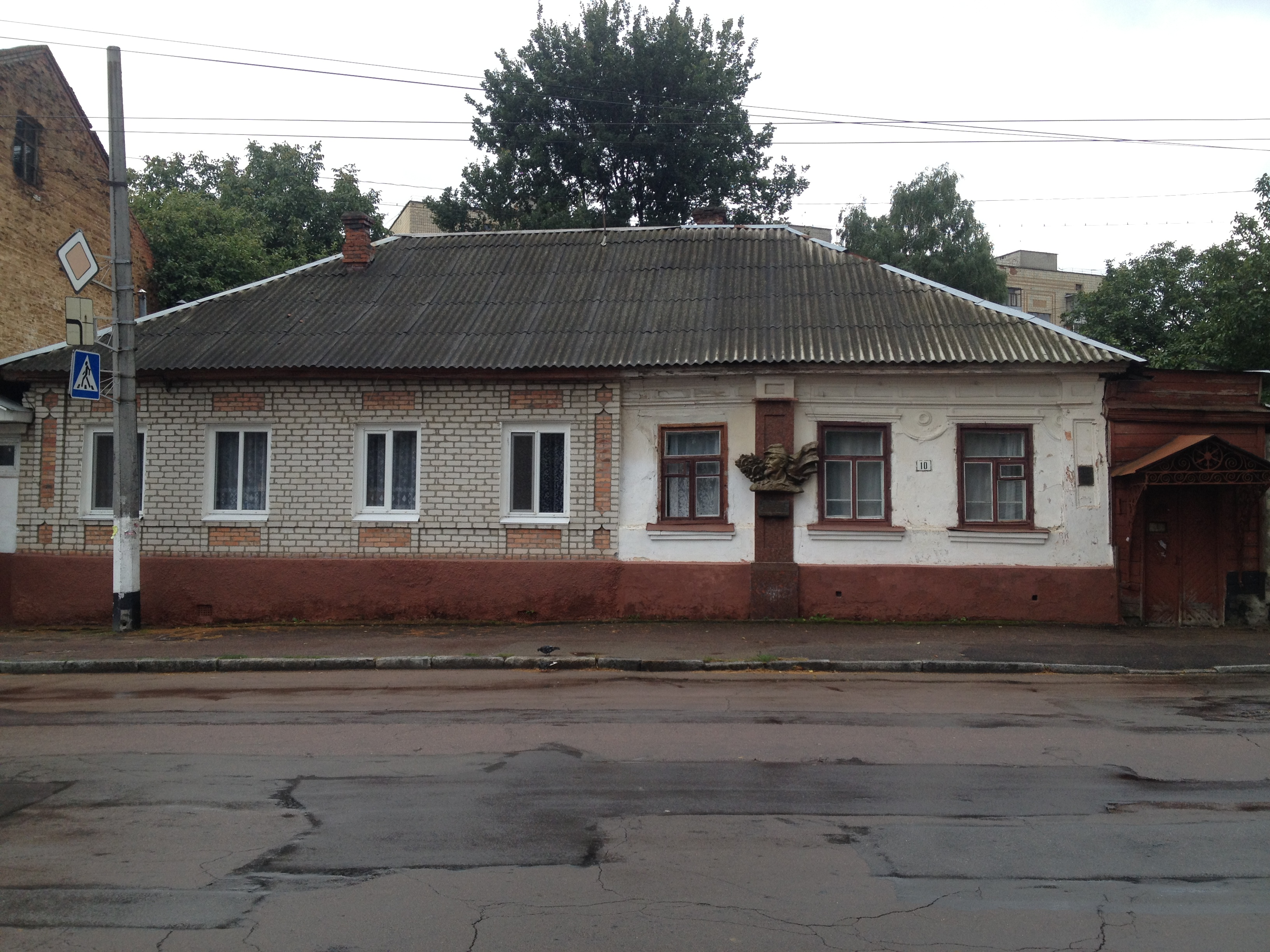
Dom w Żytomierzu, będący miejscem narodzin Jarosława Dąbrowskiego

Jarosław Dąbrowski urodził się 13 listopada 1836 roku w Żytomierzu, ówcześnie leżącym w Imperium Rosyjskim (obecnie miejscowość jest położona na Ukrainie), w szlacheckiej rodzinie herbu Radwan. W 1845 roku został wysłany do Korpusu Kadetów w Brześciu Litewskim. W 1853 roku przeniósł się do Korpusu Kadetów w Petersburgu, który ukończył w 1855, uzyskując stopień chorążego. Następnie przez cztery lata służył w armii carskiej, walcząc z powstańcami czerkieskimi na Kaukazie. Za kampanię kaukaską został odznaczony, co otworzyło mu drogę do kariery wojskowej.
W latach 1859–1861 studiował w Nikołajewskiej Akademii Sztabu Generalnego w Petersburgu, po ukończeniu której mianowano go na  stopień sztabskapitana i przydział do 6. Dywizji Piechoty stacjonującej w Warszawie, na stanowisko kwatermistrza. Do Warszawy przybył w lutym 1862. Przywiózł z sobą opracowany w czasie pobytu w akademii regulamin dla dowódców przyszłych oddziałów partyzanckich. Należał do tajnego Koła Oficerów Polskich w Petersburgu, a potem do tajnego komitetu oficerów rosyjskich w Polsce.
W maju 1862 roku został powołany do Komitetu Miejskiego na stanowisko naczelnika Warszawy. Stał się głównym rozgrywającym w stronnictwie czerwonych. Przyjął pseudonim „Łokietek”. Podlegało mu ok. czterech tysięcy spiskowców. Był inicjatorem i faktycznym organizatorem Komitetu Centralnego Narodowego, protoplastą rządu podziemnego. W swej pracy konspiracyjnej kierował się działaniami Giuseppe Garibaldiego (siłami tysiąca ludzi obalił Królestwo Obojga Sycylii). Nie chciał rozszerzania sprzysiężenia, ale wprost dążył do powstania. Uważał, że: „w rewolucji najważniejszą sprawą jest śmiałość i szybkość działania, wskutek czego małe na początku siły wzrastają jak lawina”.
Plan powstania przedstawił w czerwcu. Kluczem powodzenia powstania miało być opanowanie Warszawy. Do tego według niego potrzeba było ok. siedmiu tysięcy dobrze dowodzonych powstańców. Głównym celem uderzenia miała być siedziba namiestnika carskiego, czyli Zamek Królewski i Cytadela Warszawska, gdzie znajdowało się ok. 30 tys. karabinów. Plan przewidywał walki uliczne i budowę barykad. Powodzenie powstania zależało od postawy Rosjan. Dąbrowski uważał, że wciągnięci do spisku oficerowie pozwolą opanować szesnastotysięczny garnizon warszawski. Sam planował przy pomocy dwóch tysięcy powstańców uzbrojonych w sztylety i rewolwery opanować twierdzę Modlin, gdzie znajdowało się 70 tysięcy karabinów, armaty, proch i ekwipunek wojskowy. Modlin miał być zdobyty tym samym sposobem, co Cytadela Warszawska (sprzymierzeńcy w mundurach mieli otworzyć w nocy wierzeje twierdzy, po wcześniejszym aresztowaniu oficerów lojalnych wobec cara).
Po zwycięstwie rewolucji w Warszawie jej płomień miał być przeniesiony w głąb Imperium Rosyjskiego. Zdeterminowani spiskowcy mieli pociągnąć niezdecydowanych. „Ci którzy są dobrymi Polakami, pójdą do obozu, a resztę siłą się weźmie”, mówił Dąbrowski. Plan przewidywał wystąpienie rewolucyjne na 14 lipca 1862 roku (w rocznicę zdobycia Bastylii), w ścisłym porozumieniu z konspiracyjnymi organizacjami oficerów rosyjskich w Królestwie Polskim.

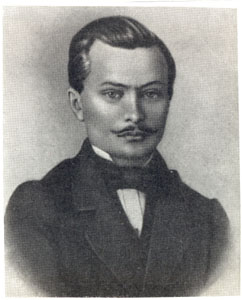
Jarosław Dąbrowski

Plan po korektach (rozpoczęcie 20 sierpnia) został przyjęty w tajnym głosowaniu. Czerwoni uważali pośpiech za konieczny ze względu na wieści o nowym, liberalnym kursie cara (Aleksander Wielopolski w imieniu lojalistów negocjował w Petersburgu zakres autonomii, jaką Rosja skłonna była przyznać zachodnim kresom). Sukces Wielopolskiego spychałby radykałów na niebyt polityczny. W szybkim rozpoczęciu powstania Dąbrowskim kierowała wieść o wykryciu spisku przez władze carskie w wojsku (zostali aresztowani znajomi Dąbrowskiego: Łotysz: Jan Arnhold, Polak: Franciszek Rostkowski i Ukrainiec: Piotr Śliwicki,  skazani w następstwie na śmierć i rozstrzelani w fosie Twierdzy Modlińskiej, 28 czerwca). Plan Dąbrowskiego nie zyskał uznania wśród białych i nie doszedł do skutku. Wkrótce potem Rosjanie rozbili spiski wśród żołnierzy rosyjskich. Dąbrowski został aresztowany 14 sierpnia 1862, po zadenuncjowaniu przez Polaka Alfa Wrześniowskiego, członka świty namiestnika wielkiego księcia Konstantego Mikołajewicza. Dwa lata był więziony w X. Pawilonie Cytadeli Warszawskiej.
10 listopada 1864 roku został skazany na 15 lat katorgi. W drodze na Sybir w grudniu uciekł z katorgi, z więzienia przejściowego w Moskwie. Od 1865 przebywał na emigracji we Francji. Wstąpiwszy do armii francuskiej w czasie wojny francusko-pruskiej, w 1871 był dowódcą 11 Legionu Gwardii Narodowej i oddziałów broniących w Neuilly przeprawy przez Sekwanę. Stał na czele armii Frontu Zachodniego nad Sekwaną, następnie 5 maja został mianowany naczelnym wodzem całości wojsk Komuny Paryskiej. Ranny 23 maja 1871 na barykadzie przy ul. Myrha w dzielnicy Montmartre, w czasie obrony 19. i 20. dzielnicy Paryża, zmarł tego samego dnia w szpitalu Lariboissiere, w obecności doktora Henryka Gierszyńskiego. Został pochowany na Cmentarzu  Père-Lachaise. Jarosław Dąbrowski i Walery Antoni Wróblewski byli jedynymi oficerami Komuny o wyższych kwalifikacjach wojskowych.

## Rodzina
W salonie towarzyskim prowadzonym przez siostry Ignację, Walerię i Stefanię Piotrowskie przy Placu Saskim, w którym spotykali się przyszli powstańcy, poznał Pelagię Zgliczyńską, córkę Michała i Pelagii z Piotrowskich małżonków Zgliczyńskich herbu Pobóg. Została jego łączniczką. By mógł bywać w domu, gdzie spotykali się planujący insurekcję, podawał się za jej krewnego (którym według później przeprowadzanych badań geneaologicznych w rzeczywistości był). Później Jarosław i Pelagia udawali narzeczeństwo, ale szybko połączyło ich uczucie. W 1862 zaręczyli się.
Gdy został aresztowany, narzeczona odwiedzała go w więzieniu. Pelagia przemycała rozkazy Dąbrowskiego, była jego łączniczką z Komitetem Centralnym Narodowym oraz Komitetem Wojskowym Oficerów Polaków i Rosjan, a później z powstańczym Rządem Narodowym. Dostarczała uwięzionym rewolwery i narzędzia przydatne do ucieczki. Dwa dni przed rozstrzelaniem po wykryciu spisku, który miał doprowadzić do ucieczki z więzienia, pozwolono skazańcowi na ślub. Małżeństwo z Pelagią Zgliczyńską zawarł 5 kwietnia 1864 w sali sądu wojennego w X Pawilonu Cytadeli Warszawskiej, ale zapisu dokonano w kościele św. Krzyża w Warszawie. Ślub wpłynął na zmianę wyroku śmierci na katorgę.
Gdy niebawem żona została aresztowana i trafiła do X Pawilonu Cytadeli Warszawskiej, gdzie przebywał też Jarosław, widzieli się dwa razy. Jarosław zdradził żonie plan ucieczki z Syberii. Po ucieczce z katorgi Jarosław, przebywając w Petersburgu, w maju 1865 pomógł żonie, zesłanej na Syberię, wydostać się z Ardatowa. Małżonkowie przez Petersburg, Kronsztad i Kopenhagę dotarli do Sztokholmu. Dąbrowski podtrzymywał plotki na temat ucieczki żony z zesłania, publikując listy w prasie, chroniąc przyjaciół Rosjan i myląc śledczych. W sierpniu 1865, przez Kilonię, Hamburg, Berlin, Drezno i Genewę, małżonkowie dotarli do Paryża. Zamieszkali w wynajętym mieszkaniu przy rue Fosses St.-Jacques 20.
Na początku maja 1871 Dąbrowski odesłał żonę pociągiem Czerwonego Krzyża do Londynu. Zabrała dwóch synów (Piotra Sławomira [1866–1920] i Wacława). Z trzecim, Jarosławem, była w ciąży. Starszy syn Bolesław przypuszczalnie zmarł jako dziecko. Tydzień później Dąbrowski zginął. Pelagia publicznie broniła dobrego imienia męża, gdy był krytykowany za udział i decyzje podjęte w czasie Komuny Paryskiej.
Gdy urodził się najstarszy syn Dąbrowskich, Jarosław w listach do przyjaciół nazywał Piotra naszym małym powstańcem. Bracia dorastali w Krakowie, dokąd przyjechali z matką. Wuj Jarosława Dąbrowskiego, Piotr Falkenhagen-Zaleski, wraz z żoną Marią zajął się wychowaniem dwóch najstarszych synów Dąbrowskich. Wdowa po Jarosławie nie mogła się porozumieć z Falkenhagen-Zaleskimi w tej sprawie: Piotr nie chciał, by synowie Dąbrowskich pielęgnowali pamięć o ojcu rewolucjoniście, a Maria, przywiązawszy się do młodych Dąbrowskich, broniła matce dostępu do synów.
Piotr Dąbrowski ożenił się z Marią Rydel. Był członkiem komitetu obywatelskiego organizującym bale dobroczynne i ich wodzirejem. Mieli synów: Romana Mariana – pisarza, twórcę kryminałów (pseud. Romański Marek) i wojskowego Adama Józefa.

## Patron i upamiętnienie

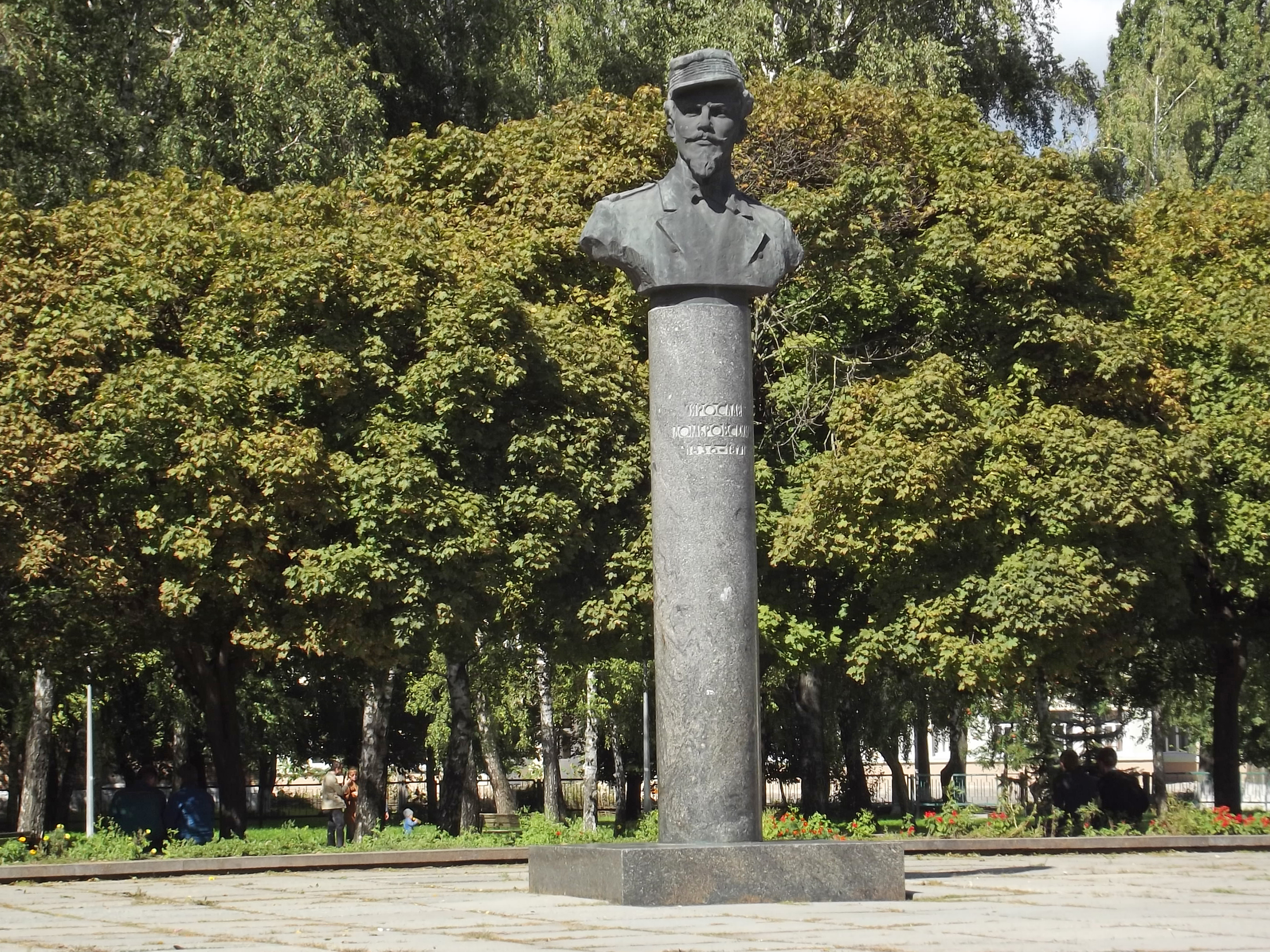
Pomnik Jarosława Dąbrowskiego w Żytomierzu

- Jego imieniem były nazwane dwie formacje wojskowe, walczące po stronie Republikanów w hiszpańskiej wojnie domowej: będąca częścią Brygad Międzynarodowych XIII brygada i jeden z wchodzących w jej skład batalionów.
- W okresie PRL ulica Jana Henryka Dąbrowskiego w Poznaniu została przemianowana na ul. Jarosława Dąbrowskiego. Po roku 1989 ulica wróciła do starej nazwy.
- Jego imię nosi jedna z głównych arterii Rzeszowa i położone przy niej osiedle.
- Portret Jarosława Dąbrowskiego widniał na banknocie dwustuzłotowym, wprowadzonym do obiegu w 1976 roku (kolejne emisje: 1979, 1982, 1986, 1988), wycofanym w czasie denominacji (1995)[22].
- W NRD jego imię (zapisywane jako „Dombrowski”) nosił 31. Pułk Rakiet Przeciwlotniczych (Fla-Raketenregiment 31) w Straßgräbchen.
- Imię Jarosława Dąbrowskiego nosi obecnie wiele ulic i placów, a także szkół na terenie Polski, w tym Wojskowa Akademia Techniczna w Warszawie.
- W Żytomierzu został uhonorowany pomnikiem i tablicą pamiątkową na ścianie domu, w którym się urodził.
- W 1976 reżyser Bohdan Poręba nakręcił film fabularny Jarosław Dąbrowski z Zygmuntem Malanowiczem w roli głównej.
- Jest patronem I Liceum Ogólnokształcącego w Tomaszowie Mazowieckim, najstarszej szkoły w mieście.
- Od 20 marca 1960 roku jest patronem IX Liceum Ogólnokształcącego w Łodzi[23].
- Jest patronem XXXVII Liceum Ogólnokształcącego w Warszawie.
- Jest patronem I Liceum Ogólnokształcącego w Rawiczu.
- Od czasu PRL i przez cały okres III RP imię Jarosława Dąbrowskiego nosi jedna z ważniejszych ulic Leszna - kiedyś będąca częścią drogi Poznań - Wrocław
- W 2011, w 140. rocznicę śmierci generała Jarosława Dąbrowskiego stowarzyszenie polsko-francuskie zorganizowało uroczystość upamiętniającą na ul. Myrha w Paryżu.

## Biografie
- Żywot generała Dąbrowskiego – książka Włodzimierza Rożałowskiego
- Droga na barykady Komuny. Rzecz o Jarosławie Dąbrowskim – książka Wandy Markowskiej z 1952 r.
- Gen. Jarosław Dąbrowski 1836-1871 – książka Stanisława Strumph-Wojtkiewicza z 1967 r.
- Jarosław Dąbrowski 1836-1871 – książka autorstwa prof. Jerzego Zdrady z 1973 r. (dostęp elektroniczny w zasobach Jagiellońskiej Biblioteki Cyfrowej)
- W. Chełminiak, Mordercze lato 1862, w dodatku „Plus Minus” w „Rzeczpospolitej” z 25-26 sierpnia 2012 (dostęp online na www.rp.pl).